# Sophie-Henriette de Schleswig-Holstein-Sonderbourg-Beck
 (novembre 2017).
Si vous disposez d'ouvrages ou d'articles de référence ou si vous connaissez des sites web de qualité traitant du thème abordé ici, merci de compléter l'article en donnant les références utiles à sa vérifiabilité et en les liant à la section « Notes et références ».
Sophie-Henriette de Schleswig-Holstein-Sonderbourg-Beck (en allemand Sofie Henriette von Schleswig-Holstein-Sonderburg-Beck) est née à Minden (Allemagne) le 18 décembre 1698 et meurt à Königsberg le 19 janvier 1768. Elle est fille du duc Frédéric-Louis de Schleswig-Holstein-Sonderbourg-Beck (1653-1728) et de Louise-Charlotte de Schleswig-Holstein-Sonderbourg-Augustenbourg (1658-1740).

## Mariage et descendance
Le 17 août 1736 elle se marie à Königsberg avec le comte Albert-Christophe de Dohna-Leistenau (ca) (1698-1752), fils d'Alexandre de Dohna-Schlobitten (1661-1728) et d'Amélie de Dohna-Carwinden (ca) (1661-1724). De ce mariage naissent :
- Charlotte de Dohna-Leistenau (1738-1786), mariée en premières noces avec son cousin Charles-Antoine-Auguste de Schleswig-Holstein-Sonderbourg-Beck (1727-1759) et après avec Frédéric Detlev de Moltke.